# تازة كند لنغان
تازة كند لنغان (بالفارسية: تازه‌کند لنگان) هي منطقة سكنية تقع في أردبيل في إيران. يقدر عدد سكانها بـ 30 نسمة .